# Heli Rantanen
Pour les articles homonymes, voir Rantanen.
Heli Rantanen, née le 26 février 1970 à Lammi, est une athlète finlandaise qui pratiquait le lancer du javelot.
Aux Jeux olympiques d'été de 1996, elle a remporté l'or devant l'Australienne Louise McPaul.

## Palmarès

### Jeux olympiques d'été
- Jeux olympiques d'été de 1992 à Barcelone ( Espagne)
  - 6e au lancer du javelot
- Jeux olympiques d'été de 1996 à Atlanta ( États-Unis)
  -  Médaille d'or au lancer du javelot

### Championnats d'Europe d'athlétisme
- Championnats d'Europe d'athlétisme de 1998 à Budapest ( Hongrie)
  - 5e au lancer du javelot